# Dupondius
Der Dupondius war eine römische Münze im Wert von zwei Assen.

## Allgemeines
In der frühen Römischen Republik hatte der Dupondius eine Masse von zwei römischen Pfund (etwa 649 Gramm). Im Lauf der Zeit schrumpfte er. In der späten Republik erreichte er seine endgültige Masse von etwas weniger als 17 Gramm.
Marcus Antonius versah den Dupondius erstmals mit einem Wertzeichen, indem er auf die Rückseite ein B (oder eine 8) schlagen ließ. So konnte man ihn besser von dem etwa gleich großen As unterscheiden.
In der frühen Römischen Kaiserzeit wurde als Unterscheidungsmerkmal das Münzmaterial gewählt. Während Quadrans und As in einer stark kupferhaltigen Bronze geschlagen wurden, waren die Ausführungen der Dupondien und Sesterze in Messing gehalten.

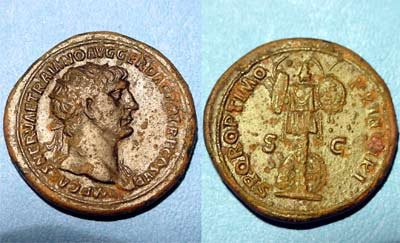
Dupondius des Trajan

Seit den Flaviern (69–89 n. Chr.) wurden die Münzen wieder mit Wertzeichen versehen. Das Doppelstück des As trug danach die Strahlenkrone auf dem Haupt des Herrschers, beziehungsweise eine Mondsichel, wenn es sich um ein weibliches Porträt handelte.
Am Anfang des 3. Jahrhunderts wurde die Herstellung des Dupondius wegen der großen Inflation beendet.

## Wertigkeiten (frühe Kaiserzeit)
- Aureus (Gold) = 25 Denare (Silber)
- Denar = 4 Sesterze (Messing)
- Sesterz = 2 Dupondien (Messing)
- Dupondius = 2 Asse (Kupfer/Bronze)
- As = 2 Semisses (Kupfer/Bronze)
- Semis = 2 Quadrans (Kupfer/Bronze)